# Jézus Szíve
Jézus Szentséges Szíve a katolicizmusban tisztelet tárgya, amely Jézus egész emberiség iránti szeretetét jelképezi, s egyben a neki szentelt katolikus ünnep is.

## Története
Jézus Szíve tisztelet kezdeményezője a francia Paray-le-Monial kolostorban élt vizitációs Alacoque Szent Margit apáca, akinek 1675 körül több látomása volt, amelyekben Jézus megszólította, és felfedte előtte szívét, amely minden ember iránti szeretetben égett. Egyben arra is utasította, hogy vezessen be egy új, a Szívének szentelt ünnepet. Első liturgikus ünneplését Eudes Szent János készítette elő, ám csaknem száz évnek kellett eltelnie, amíg XIII. Kelemen pápa hivatalosan is engedélyezte a Jézus Szíve tiszteletét és megfelelő megünneplését azoknak, akik kifejezetten erre vágynak.
Jézus Szívének tisztelet később az egész világon elterjedt, különösen a Jézus Társaságának tagjai – a jezsuiták – közreműködésével. Mivel tisztelete meglehetősen gyorsan elterjedt a katolikus egyházban, IX. Piusz pápa 1856-ban elrendelte, hogy hivatalosan is megünnepeljék az egész római katolikus egyházban.
Jézus Szíve mozgóünnep – Úrnapja után 8 nappal, pénteken vagy a pünkösd utáni harmadik pénteken ünneplik.
Magyarországon és a világ többi részén is számos templomot szenteltek Jézus Szentséges Szívének, közülük a párizsi Sacré Cœur-bazilika a leghíresebb.

## Jézus Szívének szentelt templomok

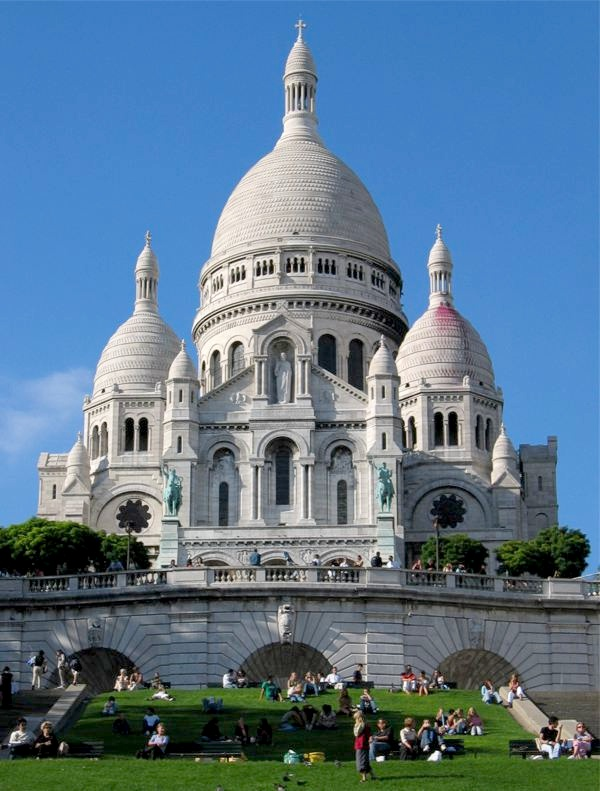
A párizsi Sacré Cœur-bazilika
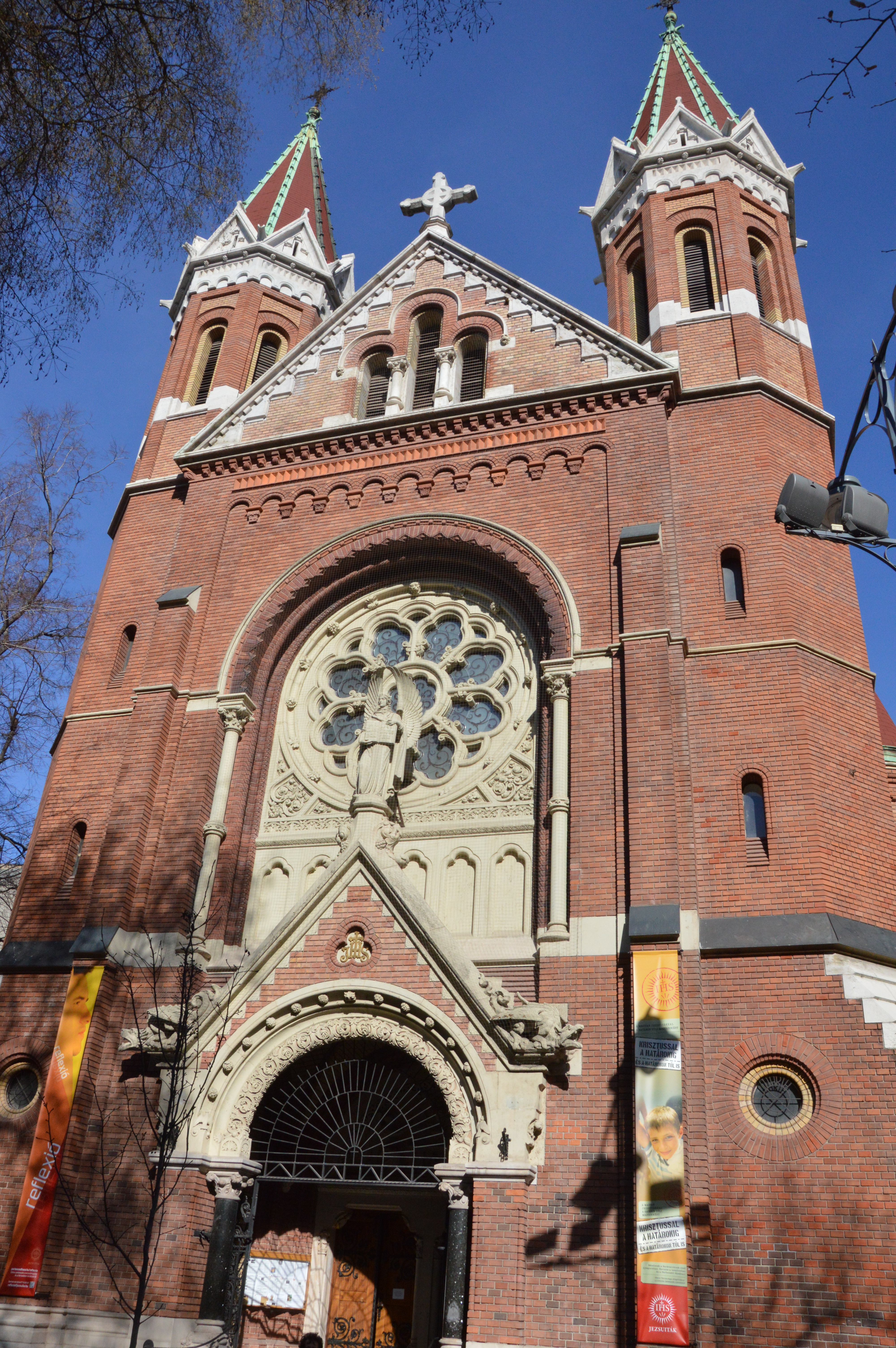
A józsefvárosi Szent Szív temploma
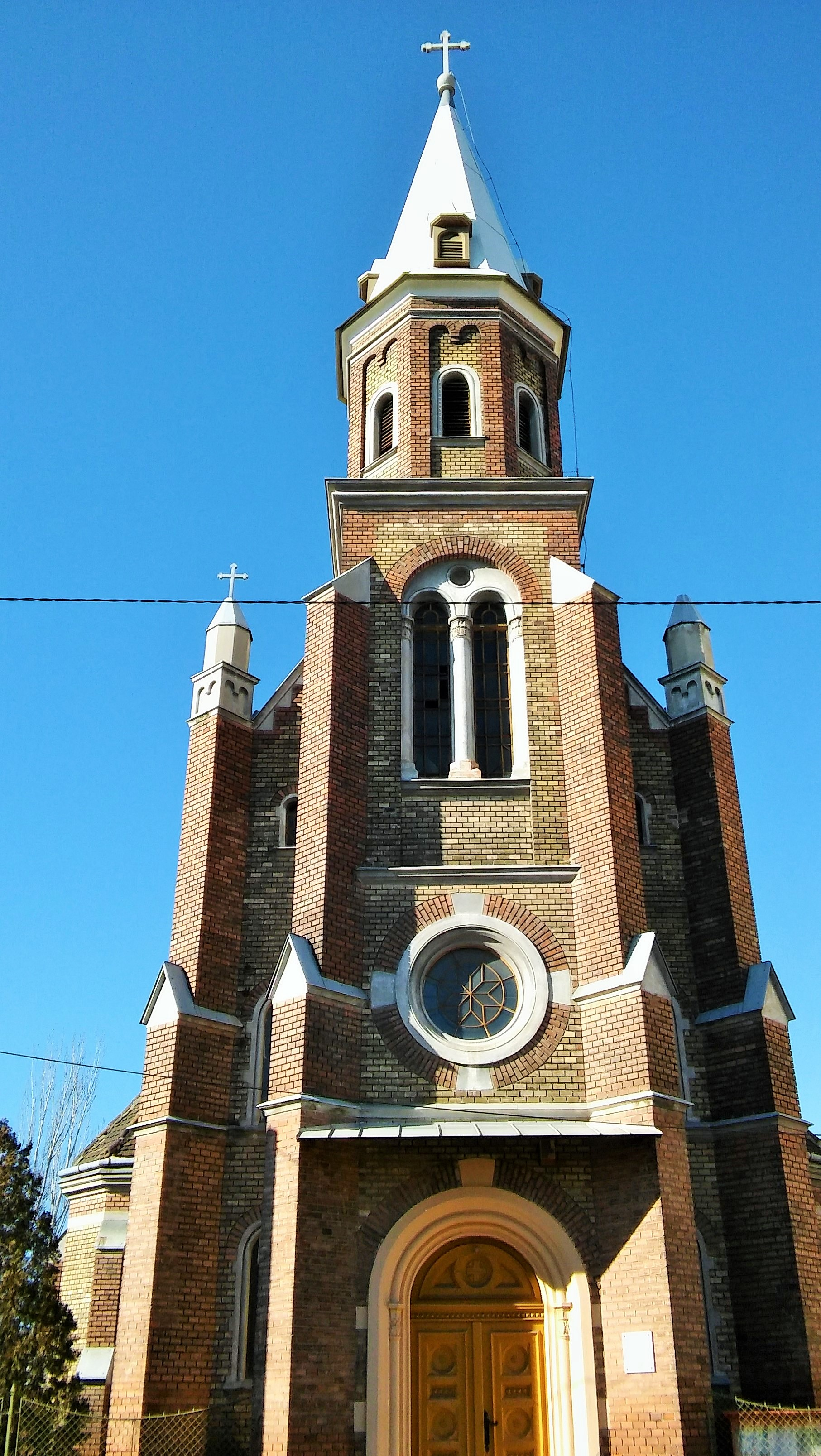
Az újpesti templom
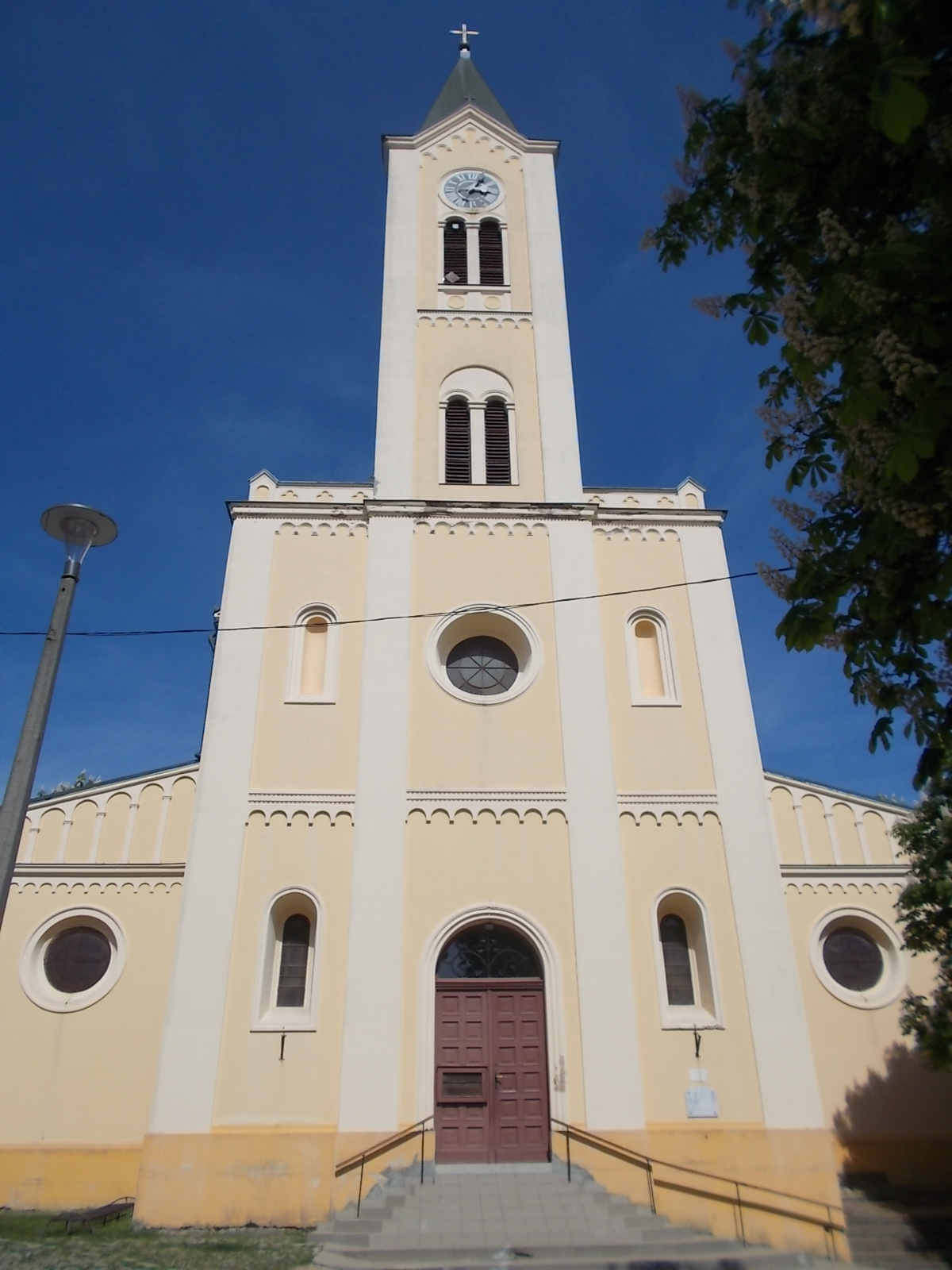
A paksi plébániatemplom
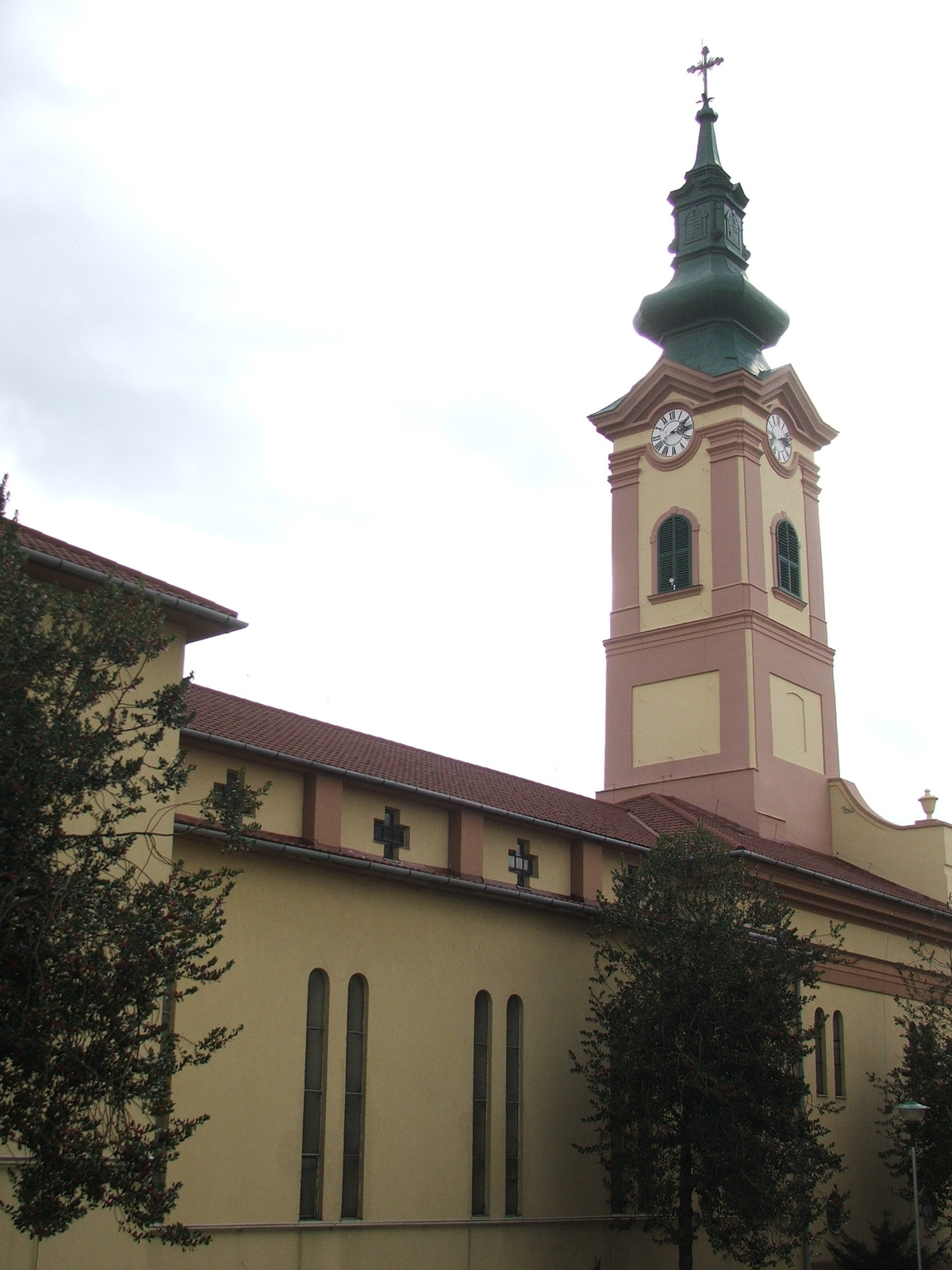
A nagykanizsai felsővárosi plébániatemplom

## Fordítás
- Ez a szócikk részben vagy egészben  a   Srce Jezusovo című szlovén Wikipédia-szócikk ezen változatának fordításán alapul.  Az eredeti cikk szerkesztőit annak laptörténete sorolja fel. Ez a jelzés csupán a megfogalmazás eredetét és a szerzői jogokat jelzi, nem szolgál a cikkben szereplő információk forrásmegjelöléseként.